# Kleinschmiedstraße 20 (Stralsund)

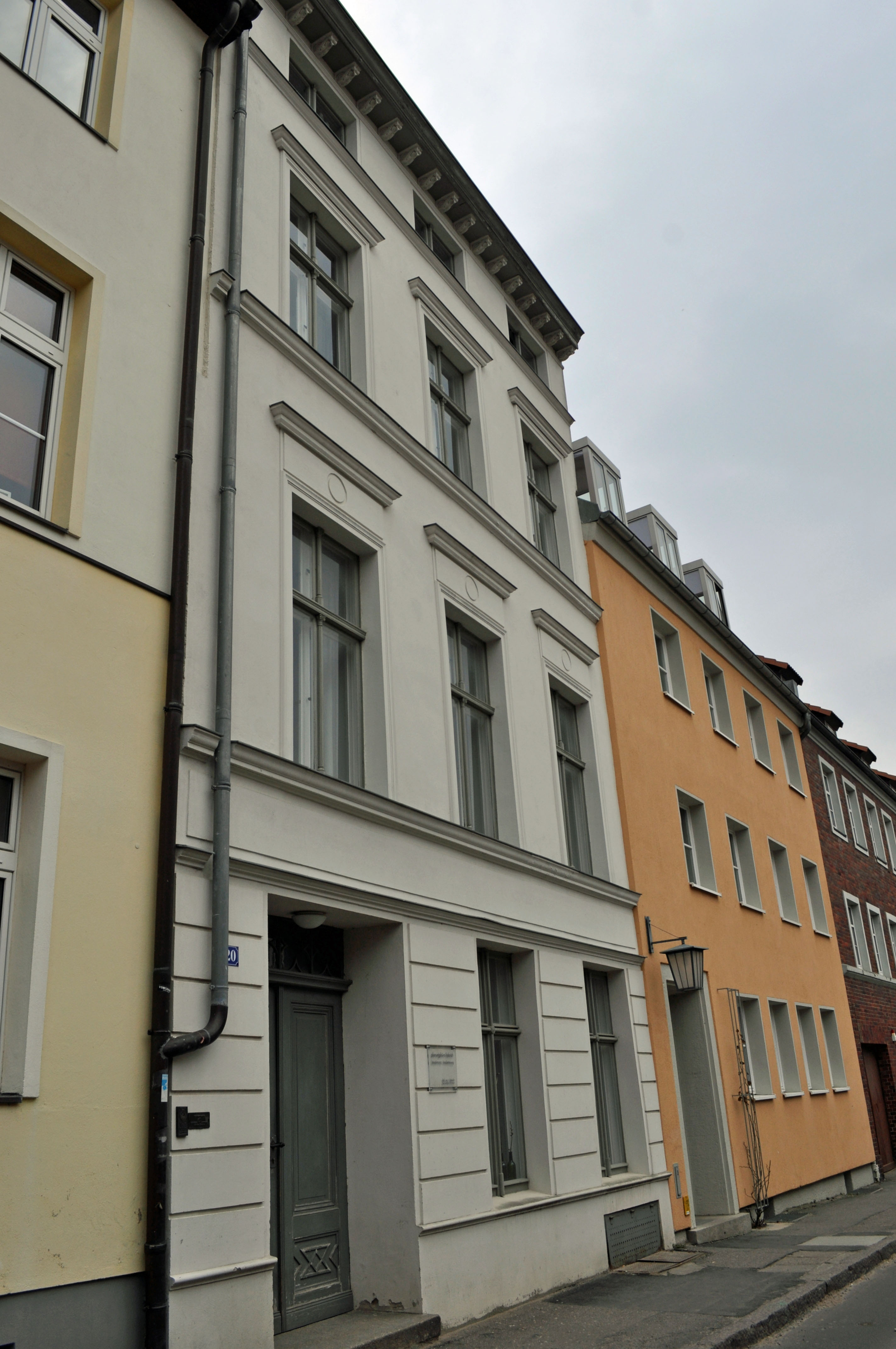
Das Haus Kleinschmiedstraße 20 in Stralsund (2012)

Das Haus mit der postalischen Adresse Kleinschmiedstraße 20 ist ein unter Denkmalschutz stehendes Gebäude in der Kleinschmiedstraße in Stralsund.
Das Gebäude in seiner heutigen, dreieinhalbgeschossigen Form entstand im Jahr 1879 bei einem Umbau des ursprünglichen, zweigeschossigen Giebelhauses. Die Fassade ist verputzt und schlicht gestaltet. Aus der Umbauphase stammen die Haustür, die Fenster und einige Ausstattungselemente.
Das Wohnhaus liegt im Kerngebiet des von der UNESCO als Weltkulturerbe anerkannten Stadtgebietes des Kulturgutes „Historische Altstädte Stralsund und Wismar“. In die Liste der Baudenkmale in Stralsund ist es mit der Nummer 843 eingetragen.